# Conjectura de Erdős
A conjectura de Erdős sobre progressões aritméticas foi postulada por Paul Erdős e é tratada na área de combinatória aditiva. Ela afirma que se A é um conjunto de números inteiros positivos em que a soma de seus recíprocos diverge, então esse conjunto possui uma progressão aritmética de qualquer tamanho. Ou seja, se
{\displaystyle \sum _{n\in A}{\frac {1}{n}}=\infty }
então A possui uma progressão aritmética de tamanho arbitrário.
Essa conjectura tenta generalizar o teorema de Szemerédi. Erdős ofereceu um prêmio de US$3000 para quem resolvesse tal problema. Atualmente, o prêmio oferecido é de US$5000.
O Teorema de Green-Tao é um caso particular dessa conjectura, onde o conjunto A em questão é o conjunto dos  números primos.